# Пшеничний Юрій Володимирович
Пшеничний Юрій Володимирович (нар. 30 серпня 1964, Тарту) — лауреат і дипломант багатьох міжнародних виставок, а також учасник і організатор міжнародних симпозіумів з графічних технік. На кафедрі графіка НТУУ КПІ викладає дисципліни — рисунок, пластична анатомія, гравюра, а також є автором наукових статей у фахових виданнях і розробником багатьох методичних посібників. Заступник кафедри графіки з міжнародних відносин. Проявив себе як обізнаний спеціаліст у галузі графічного мистецтва, неодноразово був членом журі міжнародних та всеукраїнських виставок та трієнале.

### Сім'я

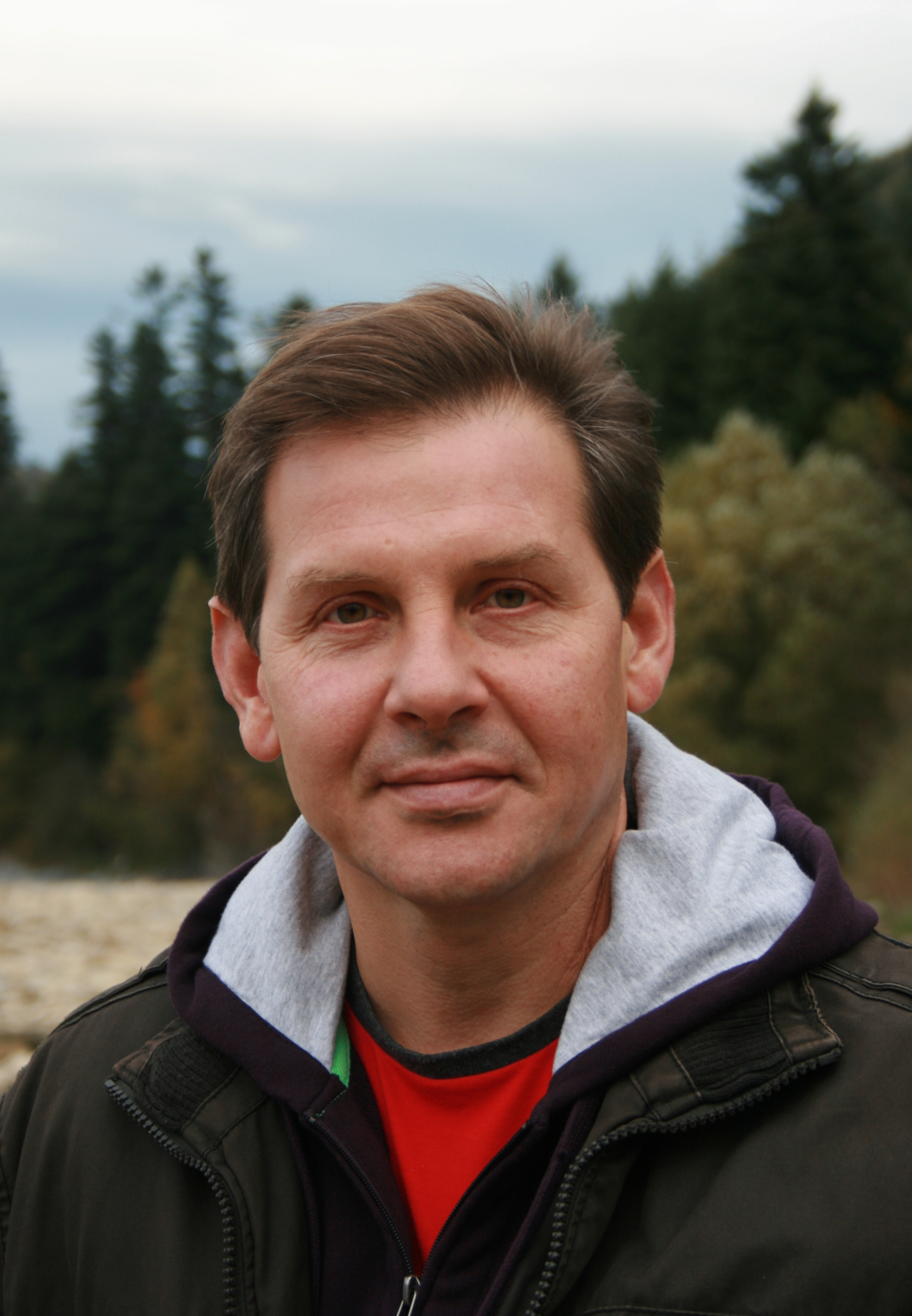
Пшеничний Ю.В. 2014р.

Одружений — Перевальска М. В., художник-живописець (perevalska.com). Має сина та двох доньок.

### Де можна побачити робити
Брав участь у більш ніж 100 художніх виставках, у тому числі 30 міжнародних та 15 персональних . Його твори надруковані в більш ніж 35 альбомах, книгах, каталогах та буклетах
Твори Пшеничного Ю. В. зберігаються у таких установах, як:
- Національний музей України, Київ, Україна
- Національна академія мистецтв і архітектури України, Київ, Україна
- Академія мистецтв СРСР, Ленінград (Санк-Петербург), Росія
- Манхеттенграфікцентр, Нью-Йорк, США
- Міністерство культури СРСР, Москва, Росія
- Колекція Кабінету Міністрів, Київ, Україна
- Калінінградський національний музей, Калінінград, Росія
- Чернігівський обласний музей, Чернігів, Україна
- Колекція Міністерства культури і мистецтв України,
- Художнього фонду України
- приватні колекції багатьох країн світу.

### Список основних робіт
| №   | Назва твору        | Розмір   | Техніка             | Рік виконання |
| --- | ------------------ | -------- | ------------------- | ------------- |
| 1.  | Карусель           | 50х65 см | офорт               | 1989 р.       |
| 2.  | Прокрустово ложе   | 50х65 см | офорт               | 1989 р.       |
| 3.  | Сусанна и старці   | 50х65 см | офорт               | 1989 р.       |
| 4.  | Натюрморт          | 65х50 см | кол.офорт           | 1989 р.       |
| 5.  | Ложе               | 60х80 см | кол.літографія      | 1990 р        |
| 6.  | Присутність чужого | 70х50 см | темпера, папір      | 1993 р.       |
| 7.  | Мати               | 70х50 см | темпера, папір      | 1993 р.       |
| 8.  | Сон в місячну ніч  | 55х70 см | кол.туш, лін.       | 1995 р.       |
| 9.  | Бесіда             | 51х61 см | кол.монотипія       | 1998 р.       |
| 10. | Таємниця           | 52х78 см | кол.монотипія       | 2000 р.       |
| 11. | Рибалки            | 58х82 см | кол.монотипія       | 2000 р.       |
| 12. | Подружки           | 60х46 см | мон, кол. шовк      | 2001 р.       |
| 13. | Сафарі             | 42х60 см | кол.шовкодрук       | 2003 р.       |
| 14. | Композиція-1       | 55х69 см | мішана техніка      | 2008 р.       |
| 15. | Композиція-2       | 55х69 см | мішана техніка      | 2008 р.       |
| 16. | Композиція 5       | 55х69 см | єколін, міш.техніка | 2012 р.       |
| 17. | Композиція 6       | 55х69 см | єколін, міш.техніка | 2013 р.       |

| 18. | В нас є щось спільне     | 90х100 см   | полотно, олія | 1996 р. |
| 19. | Теплий камінь            | 100х90 см   | полотно, олія | 1993 р. |
| 20. | Суміст, який спить       | 50х60 см    | полотно, олія | 1995 р. |
| 21. | Пляжний мотив            | 80х90 см    | полотно, олія | 2000 р. |
| 22. | Мокрий вітер             | 100х110 см  | полотно, олія | 2006 р. |
| 23. | Перший сніг              | 100х110 см  | полотно,олія  | 2006 р. |
| 24. | Світло в кінці тунелю    | 100х120 см  | полотно,олія  | 2007 р. |
| 25. | Відображення - 1         | 100х110 см  | полотно,олія  | 2007 р. |
| 26. | Пошуки горизонту-3       | 100х110 см  | полотно, олія | 2007 р. |
| 27. | Вітрячок (триптих)       | 100х300 см  | полотно, олія | 2007 р. |
| 28. | Розмова через ріку (дип) | 80х160 см   | полотно, олія | 2004 р. |
| 29. | Лабиринт                 | 90х100 см   | полотно,олія  | 2005 р. |
| 30. | Композиція- 1            | 90х100 см   | полотно,олія  | 2009 р. |
| 31. | Місто                    | 100х130 см  | полотно,олія  | 2011 р. |
| 32. | Троє                     | 100х110 см  | полотно, олія | 2012 р. |
| 33. | Велика риба              | 90x70 см    | полотно, олія | 2012 р. |
| 34. | Оптичний календар        | 5 х 150х150 | полотно, олія | 2012 р. |

### Виставкова діяльність
- 1990 Персональна виставка «Спокуса» ЦБХ, Київ, Україна
- 1991 Міжнародне трієнале графіки «Майданек 91», Польща, каталог
  - Міжнародна виставка « Мистецтво України», Сеул, Південна Корея, каталог
  - Міжнародна виставка графіки "Інтердрук", Львів, Україна, каталог
  - Міжнародна виставка «Сучасне мистецтво України», Канада, США
- 1992 Міжнародна виставка «Інтердрук 2», Львів, Україна, каталог
  - Міжнародне бієнале графіки, Калінінград, Росія, каталог
  - Міжнародна виставка Графіка. Галерея «Roof», Мюнхен, Німеччина
  - Міжнародна виставка «Українське море», Острів Корфу, Греція
- 1993 Міжнародний симпозіум, Галерея «Centrum», Катовще, Польща
  - Персональна виставка «Три п'ятниці» Галерея «Славутич» Київ, Україна
  - Міжнародний пленер-виставка «Карпати 93», Закарпаття, Україна, каталог
  - Міжнародна виставка «Сучасне мистецтво України», Університет Клівленд, США
  - Міжнародна виставка «Сучасні художники Києва», Галерея фундації Св. Володимира, Краків, Польща
- 1994 Міжнародний пленер-виставка «Карпати 94», Закарпаття, Україна, каталог
  - Персональна виставка, Галерея «Триптих», Київ, Україна
  - Пленер-виставка «Сучасна графіка Києва», Ужгород, Україна
  - Міжнародна виставка Графіка Європи «Zoortenttoonstelling exposition d'ete», Брюссель, Бельгія
- 1995 Персональна виставка «Brudershaft», Галерея «Аліпій», Київ, Україна
- 1996 Всеукраїнська весняна виставка присвячена 10-й річниці катастрофи на Чорнобильській АЕС, ЦБХ, Київ, Україна
  - Виставка «Мистецтво без кордонів», Галерея «Лавра», Київ, Україна, каталог
  - Персональна виставка галерея «Грифон», Київ, Україна
  - "Маестро і учні", Фонд сприяння розвитку мистецтв, Київ, Україна, каталог
  - Персональна виставка «Треті сади», Будинок культури «Енергія», м. Славутич, Україна, каталог
  - Персональна виставка «Погожого вітру», Галерея «Ірена», Київ, Україна
- 1997 Трієнале графіки, Центральний будинок художника, Київ, Україна, каталог
  - Міжнародна виставка «Українські художники», Тулуза, Франція
  - Міжнародна виставка «Київські художники», Жерона, Іспанія
- 1998 Персональна виставка, Галерея «36», Київ, Україна
  - «Welcome to Ukraine», Галерея «Університет», Київ, Україна
  - Республіканська виставка «60 років СХУ» ЦБХ, Київ, Україна, каталог
- 1999 «Графіка сторіччя», НХМУ, Київ, Україна
  - Персональна виставка, Галерея «Грифон», Київ, Україна
- 2000 Трієнале графіки, ЦБХ, Київ, Україна, каталог
  - Виставка галереї «36», Загреб, Хорватія, каталог
  - "Розвеселе житіе та інші розповіді", Галерея «Університет», Київ, Україна
- 2001 Трієнале живопису, ЦБХ, Київ, Україна, каталог
  - Персональна виставка, Казіно «Спліт», Київ, Україна
  - Міжнародна виставка «Хорватські мозаїки», Національний заповідник «Софія Київська»
- 2002 Міжнародна виставка «Залізна завіса» Манхетенграфікцентр Нью-Йорк, США
  - Персональна виставка «Треті сади», Галерея «Лавра», Київ, Україна, каталог
  - Виставка «Жінка і море», м. Ялта, Україна
  - Всеукраїнська виставка «Мистецтво України», м. Москва, Росія, каталог
  - Міжнародна виставка «Хорватія очима українських художників», м. Загреб, Хорватія, каталог
- 2003 Міжнародне трієнале графіки, ЦБХ, м. Київ, Україна, каталог
  - Благодійна виставка в галереї «Лавра», Київ, Україна
  - Виставка «Ядрань — хорватські імпрези», Галерея «36», Київ, Україна
- 2004 Персональна виставка, Центральний будинок художників, Київ, Україна
  - Виставка «Українські художники», посольство Англії, Київ, Україна
  - Всеукраїнська виставка «Осінь-2004» ЦБХ, Київ, Україна, каталог
  - Міжнародна виставка «Мистецтво України», м. Мінськ (Білорусь)
  - "10-й осінній вернісаж", Ор-галерея, Київ, Україна, каталог
- 2005 Міжнародна виставка «Молоді художники Європи», Варшава, Польща, (куратор), каталог
  - Міжнародна виставка «Київська графічна школа − 50 років», Краків, Польща, каталог
  - Міжнародна виставка «Молода генерація художників Європи», Київ, Україна, (куратор), каталог
  - Всеукраїнська виставка до Дня Перемоги ЦБХ, Київ, Україна, каталог
  - Всеукраїнська виставка до Дня Художника ЦБХ, Київ, Україна, каталог
- 2006 «Творчість і школа» НХМУ, Київ, Україна, каталог
  - Міжнародна виставка «Українське мистецтво ХХ-ХХІ століття», Варшава, Польща, каталог
  - Міжнародне трієнале графіки ЦБХ, Київ, Україна, каталог
  - Всеукраїнський конкурс-виставка ім. Г.Якутовича (член журі)ЦБХ, каталог
  - Різдвяна виставка НСХУ, Київ, Україна
- 2007 Міжнародне трієнале живопису НСХУ, Київ, Україна, каталог
  - Різдвяна виставка НСХУ, Київ, Україна
  - Персональна виставка «Пошуки горизонту», «Мистець», Київ, каталог
- 2008 Виставка «Україна від Трипілля до сьогодення» НСХУ, Київ, каталог
  - Всеукраїнська виставка до 70-річчя НСХУ, Київ, Україна, альбом
  - Всеукраїнський конкурс-виставка ім. Г.Якутовича ЦБХ, Київ, Україна, каталог
  - Міжнародна виставка «Искусство Украины», м. Мінськ, Беларусь
- 2009 Всеукраїнська виставка «Гоголь, Україна і світ», каталог
  - Всеукраїнська трієнале графіки НСХУ, Київ, Україна (член журі) каталог
  - Всеукраїнська виставка до 9 Травня НСХУ, Київ, Україна
  - Всеукраїнська виставка до Дня Художника НСХУ, Київ, Україна
  - Різдвяна виставка НСХУ, м. Київ, Україна, каталог
- 2010 Міжнародна виставка «Українське образотворче мистецтво» ЦБХ, Москва, Росія, каталог
  - Виставка викладачів КПІ, фонд культури, Київ, Україна
  - Міжнародне трієнале живопису НСХУ, Київ, Україна, каталог
  - Всеукраїнський конкурс-виставка ім. Г.Якутовича (член журі) ЦБХ, каталог
  - Групова виставка « Художник і місто» галерея «Мистець» Київ, Україна
- 2011 Міжнародна виставка Пінчук арт центр "Я + ТИ" Київ, Україна
  - Виставка-конкурс ім. О.Данченко. Галерея «Мистець». Київ, Україна
  - Виставка викладачів КПІ, фонд культури, Київ, Україна
  - Групова виставка "НЮ". Галерея «Мистець», Київ, Україна
  - Всеукраїнська різдвяна виставка НСХУ, Київ, Україна каталог
  - Всеукраїнська виставка до Дня Художника, ЦБХ, Київ Україна, каталог
  - Всеукраїнська виставка до Дня Незалежності ЦБХ, Київ, Україна, каталог
  - Групова виставка «Fantazi Art» музей Кавалерідзе